# Петер II Кемерер фон Вормс-Бехтолсхайм
Петер II Кемерер фон Вормс-Бехтолсхайм (на немски: Peter II. Kämmerer von Worms, genannt von Bechtolsheim; * ок. 1338; † 13 март 1387) е немски благородник от род „кемерер“ на Вормс-Далберг в Рейнланд-Пфалц, рицар, господар на Бехтолсхайм в Рейнланд-Пфалц.
Той е син на Винанд I Кемерер († 1365), господар на Валдек, и съпругата му Демудис фон Бехтолсхайм († 1348), дъщеря на Петер фон Бехтолсхайм († сл. 1342) и Демудис фон Левенщайн († сл. 1342). Брат е на рицар Волф/Волфрам Кемерер фон Валдек († 1377) и Йохан X Кемерер фон Вормс, „фон Далберг“ († 1415).
Петер II Кемерер фон Вормс-Бехтолсхайм е от 1370 г. е амт-ман в Одернхайм. През 1390 г. той купува с брат си Йохан X правата на манастир Фулда в селата Абенхайм (във Фулда), Дителсхайм и Мьолсхайм.
Петер II Кемерер фон Вормс-Бехтолсхайм е погребан в църквата „Св. Мария Химелфарт и Св. Кристоферус“ в Бехтолсхайм при съпругата му.

## Фамилия
Петер II Кемерер фон Вормс-Бехтолсхайм се жени за Елизабет фон Линдау († 31 юли 1371), вдовица на Херман фон Биген и дъщеря на Зигфрид фон Линдау и Ирменгард фон Бомерсхайм. Те имат 6 деца:
- Ирмгард (Берта) Кемерер фон Вормс († 1440, погребана в Некарщайнах), омъжена пр. 2 юни 1385 г. за Дитрих II Ландшад фон Щайнах († 13 ноември 1439), син на Хайнрих Ландшад фон Щайнах († 1396) и Катарина фон Тан († 1383)
- Демуд Кемерер фон Вормс († 28 февруари 1425, погребана в църквата Ерсхайм), омъжена ок. 1380 г. за Еберхард II фон Хиршхорн-Цвингенберг († 16 юни 1421, погребан в църквата Ерсхайм), син на Енгелхард II фон Хиршхорн († 1387) и Маргарета фон Ербах († 1381)
- Елизабет, умира като дете
- Винанд, умира като дете
- Волф, умира като дете
- Петер III Млади († 20 март 1397, погребан в Бехтолсхайм), женен I. за Либмудис фон Райфенберг († 30 декември 1388, погребана в Бехтолсхайм), II. за Ида, дъщеря на Конрад и Ида фон Франкенщайн († 1405)